# Vive la Fête
Vive la Fête (pl: Niech żyje impreza) – belgijski duet pochodzący z Gandawy, Wschodnia Flandria, założony w 1997 przez Danny'ego Mommens (gitara, śpiew) i Els Pynoo (śpiew).

## Historia
Zespół Vive la Fête powstał w 1997 gdy Mommens (ówcześnie grający w swym poprzednim zespole dEUS) spotkał Els na imprezie organizowanej przez jej siostrę. Po tym spotkaniu Mommens nagrał kilka demo z Pynoo na swoim ośmiościeżkowym magnetofonie. Te dema zostały później opublikowane na EP Je ne veux pas (czasem określanej jako Paris). Dema te zwróciły na siebie uwagę ze względu na ich podobieństwo do muzyki new wave lat osiemdziesiątych. Ich pierwszy prawdziwy sukces przyszedł wraz z debiutanckim Attaque Surprise (2000). Późniejsze nagrania takie jak République Populaire (2001) i Nuit Blanche (2003) nadały im dużą popularność, szczególnie w świecie mody, w którym Karl Lagerfeld jest jednym z ich wielkich fanów. Zaangażował ich do występów na kilku z jego wielkich pokazów w Nowym Jorku i Paryżu. W 2005 zespół opublikował Grand Prix i odbył tournée po całej Europie jak również wystąpił kilkakrotnie w Brazylii czy Meksyku.
Zespół wystąpił w Polsce 16 lipca 2017 roku, w ramach festiwalu Castle Party w Bolkowie.

## Dyskografia

### Albumy studyjne
| Tytuł                | Szczegóły albumu                                                                              |                                                                                               |
| -------------------- | --------------------------------------------------------------------------------------------- | --------------------------------------------------------------------------------------------- |
| Attaque surprise     | - Data wydania: 2000 - Wytwórnia: Surprise - Format: CD                                       | - Data wydania: 2000 - Wytwórnia: Surprise - Format: CD                                       |
| République populaire | - Data wydania: 2001 - Wytwórnia: Surprise - Format: CD                                       | - Data wydania: 2001 - Wytwórnia: Surprise - Format: CD                                       |
| Nuit blanche         | - Data wydania: 28 kwietnia 2003 - Wytwórnia: Surprise - Formaty: CD, LP, download            | - Data wydania: 28 kwietnia 2003 - Wytwórnia: Surprise - Formaty: CD, LP, download            |
| Grand Prix           | - Data wydania: 23 maja 2005 - Wytwórnia: Surprise - Formaty: CD, LP, digital download        | - Data wydania: 23 maja 2005 - Wytwórnia: Surprise - Formaty: CD, LP, digital download        |
| Jour de chance       | - Data wydania: 8 czerwca 2007 - Wytwórnia: UWe - Format: CD                                  | - Data wydania: 8 czerwca 2007 - Wytwórnia: UWe - Format: CD                                  |
| Disque d'or          | - Data wydania: 8 czerwca 2009 - Wytwórnia: Firme de Disque - Formaty: CD, digital download   | - Data wydania: 8 czerwca 2009 - Wytwórnia: Firme de Disque - Formaty: CD, digital download   |
| Produit de Belgique  | - Data wydania: 11 maja 2012 - Wytwórnia: Firme de Disque - Formaty: CD, digital download     | - Data wydania: 11 maja 2012 - Wytwórnia: Firme de Disque - Formaty: CD, digital download     |
| 2013                 | - Data wydania: 26 kwietnia 2013 - Wytwórnia: Firme de Disque - Formaty: CD, digital download | - Data wydania: 26 kwietnia 2013 - Wytwórnia: Firme de Disque - Formaty: CD, digital download |

### Inne albumy
| Tytuł             | Szczegóły albumu                                                                                   |
| ----------------- | -------------------------------------------------------------------------------------------------- |
| Attaque populaire | - Data wydania: grudzień 2003 - Typ: kompilacja - Wytwórnia: Surprise - Format: LP                 |
| Vive les remixes  | - Data wydania: 1 sierpnia 2006 - Typ: remix - Wytwórnia: Surprise - Formaty: CD, digital download |
| 10 ans de fête    | - Data wydania: 8 grudnia 2008 - Typ: kompilacja - Wytwórnia: Firme de Disque - Format: CD         |

### EP'ki
- Je ne veux pas (Kinky Star, 1998)
- Tokyo (Surprise Records, 2000)
- Schwarzkopf Remix (Surprise Records, 2004)
- La vérité (Surprise Records, 2006)